# Alcaide (Kastilien)
Alcaide (Alcayde) ist ein historischer spanischer Amtstitel.
Er kommt aus der arabischen Sprache القائد / al-qā'id. In der Geschichte Kastiliens wurde die Bezeichnung für unterschiedliche Verwaltungsämter im Dienst des Landesherren verwendet.

## Alcaide de fortaleza
Alcaide de fortaleza (Festungskommandant) war bis zum Ende des Mittelalters die Bezeichnung für den militärischen Befehlshaber einer Burg oder einer Festungsanlage in Kastilien. Die Alcaides waren meist Adelige, die ihre Landesherren nicht nur in militärischen Angelegenheiten vertraten. Sie waren für die Instandhaltung der Anlagen verantwortlich sowie für die Rekrutierung, Ausrüstung und Ausbildung der Berufssoldaten und Milizen. Besonders in der Nähe der Grenzen waren die Befestigungen eng mit den Städten verbunden. Dort übernahmen die Alcaides häufig Verwaltungsaufgaben und waren für die Rechtsprechung zuständig. In der Gesetzessammlung Las Siete Partidas des Königs Alfons X. von Kastilien aus dem 13. Jahrhundert werden Stellung und Aufgaben des Alcaide beschrieben.

## Alcaide del palacio
Alcaide del palacio (Schlossverwalter) war während des Ancien Régime die Bezeichnung für den Verwalter einer königlichen Residenz. Ein Alcaide del palacio war verantwortlich für die Verwaltung, Erhaltung und die Pflege der Gebäude. Er kümmert sich um die Aufbewahrung und den Erhalt der Möbel, der Teppiche und der Wertgegenstände. Er führte die Aufsicht über die ständig im Schloss tätigen Beschäftigten.

## Alcaide de la carcel
Alcaide de la carcel (Leiter eines Gefängnisses)
In der königlichen Gerichtsbarkeit Kastiliens des Ancien Régimes ernannte die Krone die Alcaides de las cárceles. Viele von ihnen erlangten das Amt durch Kauf oder Pacht. Sie waren für den Erhalt der Gebäude, für die sichere Verwahrung und den Unterhalt der Inhaftierten zuständig.

## Alcaide de los donceles
Alcaide de los donceles (Pagengoverneur) war in Kastilien die Bezeichnung für den Hauptmann eines Trupps der leichten Kavallerie, der aus Jugendlichen vornehmer Herkunft bestand, die am Königshof erzogen wurden (Pagenkorps). Das Amt wurde seit der Regierungszeit des Königs Alfons XI. in einem Zweig der Familie Fernández de Córdoba vererbt.